# Leptotarsus rivertonensis
Leptotarsus rivertonensis är en tvåvingeart som först beskrevs av Johnson 1909.  Leptotarsus rivertonensis ingår i släktet Leptotarsus och familjen storharkrankar. Inga underarter finns listade i Catalogue of Life.